# 多門重信
多門 重信（おかど しげのぶ）は、戦国時代から安土桃山時代にかけての武将。松平氏・徳川氏の家臣。

## 生涯
三河国岡崎城主・松平広忠、次いでその子の徳川家康に仕える。なお姉は家康の乳母を務めている。
元亀3年（1572年）三方ヶ原の戦いの際は、諸将の人質を預かって徳川氏の本城である浜松城の留守居役を務める。なおこの時、弟・重倍が戦死している。元亀4年（1573年）、家康より津留め無用の印状と日の丸の船印を賜った。
天正年間には引退。文禄元年（1592年）、死去。
長男・重正は小牧・長久手の戦いで戦死していたため、家督は次男・信清が継いだ。子孫はいずれも旗本となった。